# George Avery
Gordon George Avery (11 febbraio 1925 – 22 settembre 2006) è stato un triplista australiano.
Durante le Olimpiadi 2012 la figlia Robyn sparse le ceneri del padre sulla pista del salto triplo, esaudendo il desiderio di Avery, espresso in punto di morte, con quasi sei anni di ritardo.

## Palmarès

### Olimpiadi
- Argento a Londra 1948 nel salto triplo.